# Theodor Hahn
Theodor Hahn (Ludwigslust, 19 maggio 1824 – San Gallo, 3 marzo 1883) è stato un farmacista, medico e scrittore tedesco naturalizzato svizzero.
Considerato un pioniere della dieta vegetariana a scopo terapeutico, sostenne l'importanza di un'alimentazione e di uno stile di vita sani, affermando l'efficacia del vegetarianismo per la cura naturale; raccolse in proposito le sue tesi nell'opera La dieta naturale, la dieta del futuro (Die naturgemäße Diät, die Diät der Zukunft).
Nel 1866 tale scritto ebbe un'influenza significativa sul teologo Eduard Baltzer, che fondò l'anno seguente la prima associazione vegetariana tedesca.
Hahn diresse due case di cura, da lui stesso fondate, nel Canton San Gallo della Svizzera, dopo aver maturato esperienza nelle stazioni termali elvetiche. Fu risolutamente contrario alle vaccinazioni, mentre sostenne l'idroterapia.